# Milafranga
Milafranga (en francès i oficialment Villefranque) és un municipi d'Iparralde al territori de Lapurdi, que pertany administrativament al departament dels Pirineus Atlàntics (regió de la Nova Aquitània).
Milafranga és la localitat natal de Jean Saint-Pierre (1884-1951), cèlebre escriptor en llengua basca. Milafranga està travessada pel riu Niva, afluent de l'Ador i limita al nord amb Baiona, a l'oest amb Basusarri, al sud amb Uztaritze i Jatsu i a l'est amb Hiriburu i Mugerre.

## Història
Milafranga prové del gascó bièla franca derivat de l'euskera Bazter escrit baster el 1200 amb el significat d'apartat. En l'edat mitjana va arribar a conèixer-se com ajo Saint-Martin-de-Basters, pertanyent com vila lliure del bisbe de Baiona en el segle xi. Segons la tradició, el 24 d'agost de 1343, el burgmestre de Baiona va manar capturar cinc nobles de la regió durant unes festivitats i ensorrar els pilars del pont de Proudines a les baixes dependències del Château de Miotz, on van morir ofegats al pujar la marea. Aquest episodi va ser reprès pel filòsof i escriptor Hippolyte Adolphe Taine a la seva obra Voyage aux Pyrénées, amb il·lustracions de Gustave Doré.
Temporalment unida a la comuna d'Hiriburu, va ser rebatejada com Tricolore (tricolor, per l'ensenya nacional francesa) durant el Directori de la Revolució Francesa entre 1794 i 1795. Durant les Guerres Napoleòniques i la Guerra de la Independència Espanyola la comuna va ser escenari d'un enfrontament el 9 de desembre de 1813 en el curs de la batalla del Nivelle entre les tropes anglohispanoportugueses comandades pel vescomte de Hill, de l'estat major del duc de Wellington, i les franceses del general Drouet d'Erlon sota les ordres del Mariscal Soult que van tractar sense èxit de tancar el pas a la invasió del territori francès.

## Demografia
| 1896 | 1901 | 1926 | 1962 | 1968 | 1975 | 1982 | 1990 | 1999 |
| ---- | ---- | ---- | ---- | ---- | ---- | ---- | ---- | ---- |
| 1380 | 1363 | 1070 | 1020 | 1029 | 1123 | 1375 | 1570 | 1742 |
|      |      |      |      |      |      |      |      |      |